# Saül Wahl
Pour les articles homonymes, voir Wahl (homonymie).
Saul Wahl Katzenellenbogen est un Juif polonais influent des XVIe et XVIIe siècles (1541-1617). Selon une tradition fortement ancrée dans le folklore juif, il aurait été le seul Juif à avoir occupé le trône de Pologne, même s’il ne fut roi qu’un seul jour, le 18 août 1587.

## Histoire
Le prince lituanien Nicolas Radziwill, surnommé le Noir, désirant faire pénitence pour les nombreuses atrocités qu'il a commises quand il était un homme jeune, entreprit un pèlerinage à Rome afin de consulter le pape sur la meilleure façon d'expier ses péchés. Le pape lui conseille de congédier tous ses serviteurs et de vivre pendant quelques années comme un mendiant vagabond. À la fin de la période d'expiation prescrite, Radziwill se trouve alors indigent et sans un sou à Padoue en Italie. Ses appels à l'aide ne sont pas pris en compte et son histoire d'être un prince repentant n'est reçue qu'avec mépris et dérision. Il décide alors de faire appel à Samuel Judah Katzenellenbogen, le rabbin de Padoue. Celui-ci le reçoit avec un respect manifeste, le traite très aimablement et lui procure les moyens de retourner dans son pays natal d'une façon convenable pour son haut rang. Quand le temps du départ arrive, le prince demande au rabbin comment il pourra le remercier de sa gentillesse. Le rabbin lui donne alors une image de son fils Saül, qui quelques années auparavant était parti s'installer en Pologne, et demande au prince d'essayer de le retrouver dans l'une des nombreuses yechivot de ce pays. Le prince n'oublia pas la demande. Dès son retour en Pologne, il visite chaque yechiva de son pays, jusqu'à ce qu'il trouve Saül dans celle de Brest-Litovsk. Il est aussitôt si subjugué par la brillance et la profondeur d'esprit de Saül, qu'il décide de le ramener avec lui à son château, et lui fournir tout ce qu'il désire pour continuer ses études et ses investigations. Les nobles qui se rendent à la cour de Radziwill sont émerveillés par la sagesse et l'érudition du jeune Juif, et la renommée de Saül se répand au travers de toute la Pologne.
Quand le roi Stefan Batory meurt en 1586, la Pologne est divisée en deux factions, les Zamoyski et les Zborowski. De nombreux candidats se présentent pour le trône, mais les deux parties adverses ne peuvent pas se mettre d'accord. Or il existait une loi qui stipulait que le trône ne pouvait pas rester vacant pendant plus d'une certaine période, et que si les électeurs ne pouvaient pas se mettre d'accord sur un candidat, un outsider devait être nommé rex pro tempore (roi temporaire). Cet honneur est offert à Radziwill ; mais celui-ci refuse, disant qu'il y a un homme qui n'appartient à aucun des parties, et dont la sagesse et la bonté étaient nettement supérieures à celles de tous les gens qu'il connaissait. Cet homme ne possédait qu'un très léger défaut, et si le Sejm (la diète) l'élisait à l'unanimité, lui (Radziwill) leur donnerait alors son nom. À la suite de cela, Saül est élu et accueilli avec grand enthousiasme par des cris de « Longue vie au Roi Saül ! ». Le nom de Wahl lui est donné, qui a pour origine la racine germanique ancienne Walh signifiant étranger de langue celte ou latine, car Saul venait de Padoue, ville de l'ancienne Gaule Cisalpine.
La durée de son règne varie en fonction des récits. Certains indiquent qu'il n'a régné qu'une seule nuit, tandis que d'autres indiquent que son règne dura quelques jours voire quelques mois. Mais tous sont d'accord pour mentionner que Saül réussit à faire passer plusieurs lois très raisonnables, et parmi elles certaines tendant à améliorer la condition des Juifs de Pologne. Bien que cette histoire ne soit pas soutenue par des données historiques, elle est restée ancrée fermement dans la croyance populaire.
Un très grand nombre de personnes se réclament de la descendance des familles Katzenellenbogen et Wahl. Ils se considèrent comme les héritiers du trône rabbinique de Pologne. Leur symbole serait un chat, animal révéré depuis des générations que Saül aurait aimé, bien qu'en fait le nom Katzenellenbogen indique simplement que l'origine de la famille était de la ville hessoise de Katzenelnbogen.